# Jay Howard
Jay Howard (Basildon, 16 de fevereiro de 1981) é um [automobilista]] inglês de IndyCar. Campeão da Fórmula Ford Zetec americana em 2005, no ano seguinte mudou-se para a IndyPro Series (atualmente Firestone Indy Lights), onde venceu duas provas pela Sam Schmidt Motorsports. Em 2007, participou de três provas pela SpeedWorks, mas permaneceu inativo pelo resto da temporada.
Em novembro de 2007, foi anunciado como segundo piloto da Roth Racing para a temporada 2008 da IndyCar, novo nome da IRL após a unificação com a Champ Car.